# Temnosternus flavopunctulatus
Temnosternus flavopunctulatus là một loài bọ cánh cứng trong họ Cerambycidae.